# (13437) Wellton-Persson
(13437) Wellton-Persson (1999 WF8) – planetoida z grupy pasa głównego asteroid okrążająca Słońce w ciągu 3,6 lat w średniej odległości 2,35 j.a. Odkryta 28 listopada 1999 roku.